# Echium parviflorum
Echium parviflorum är en strävbladig växtart som beskrevs av Conrad Moench. Echium parviflorum ingår i släktet snokörter, och familjen strävbladiga växter. Inga underarter finns listade i Catalogue of Life.